# Roger-Charles-André-Henri Blaizot
Roger-Charles-André-Henri Blaizot, francoski general, * 1895, † 1981.